# Cacosternum platys
Cacosternum platys är en groddjursart som beskrevs av Rose 1950. Cacosternum platys ingår i släktet Cacosternum och familjen Pyxicephalidae. IUCN kategoriserar arten globalt som livskraftig. Inga underarter finns listade.